# Rosendo Hernández
Rosendo Hernández, teljes nevén Rosendo Hernández González (Santa Cruz de La Palma, 1922. március 11. – Santa Cruz de La Palma, 2006. augusztus 3.) spanyol labdarúgó, csatár.

## Pályafutása
Hernández Tenerifén, Santa Cruz de La Palma városában született, és ifjúsági játékosként két helyi csapatban, a Teniscában és a Mensajeróban játszott. Felnőttkarrierjét Leónban, a Culturalban kezdte, majd egy év után átigazolt az Atlético de Madridhoz (akkori nevén Atlético Aviación), ahol azonban egyetlen összecsapáson sem kapott lehetőséget.
Legsikeresebb éveit az Espanyolnál és a Zaragozánál töltötte. A katalán gárdánál hat évet töltött, ezalatt 129 bajnokin 52 találatot jegyzett, majd két évre elszerződött Zaragozába, ahol majdnem egy meccs/egy gólos átlagot tudott produkálni (14 meccs/10 gól). Pályafutása legvégén hazatért Tenerifére, majd 1952 és 1954 között a Las Palmast erősítette.
A spanyol válogatottban összesen négy összecsapáson lépett pályára 1949 és 1950 között, ebből kétszer, az USA és Svédország ellen az 1950-es vb-n. Gólt nem szerzett.
Viszonylag hosszú, tizenegy éves edzői pályafutást is magáénak mondhatott, azonban mivel ezt a tizenegy évet nyolc csapatnál töltötte el, elmondhatjuk, hogy egyik állomáshelyén sem tudott igazán megragadni. Egy teljes idényt csak három csapatnál, a Las Palmasnál, a Córdobánál és a Léridánál töltött el, ezen kívül viszont megfordult még Zaragozában, Elchében és a Real Betisnél is. Érdekesség, hogy a Zaragozánál és a Las Palmasnál kétszer is edzősködött, ezek voltak edzői karrierje első két, illetve utolsó két csapata.
84 éves korában, szülővárosában hunyt el.